# At tænke og tro
"At tænke og tro" er den femtende af den danske tv-serie Matador. Den blev skrevet af Karen Smith, og den instrueret af Erik Balling. 
Afsnittet foregår i efteråret 1939, og det er det eneste afsnit, hvor Mads' og Kristens søster, Anna medvirker.

## Handling
Herbert Schmidt vende tilbage til Korsbæk efter at have deltaget i den spanske borgerkrig. Dette gør Vicki meget glad.
Ægteskabet mellem Iben og Kristen Skjern går stadigt dårligere.
Overlærer Andersen, der nu ikke længere har noget arbejde, øjner en mulighed, da Violet Vinter er kommet til penge. Han bliver madkærester med hende.
Agnes, der skal servere ved Daniels konfirmation hos Skjerns, beder Lauritz Jensens om at passe deres børn Aksel, men han udebliver, fordi han er sammen med to "kammerater" fra partiet. Aksel begiver sig ud for at finde Lauritz og falder i brandammen, hvor han er ved at drukne. Agnes bliver meget vred på Lauritz og siger, at hun aldrig vil tilgive ham.
Oberst Hachel dør efter en lang sygdomsperiode, da han finder ud af at hans ærkefjende general Prior er blevet udnævnt til hærchef.
I forbindelse med at Daniel skal konfirmeres kommer den stærkt religiøse og indremissionske faster Anna på besøg. Hun har meget vanskeligt med at forlige sig med familiens måde at leve på, da hun finder den både letsindig og syndig. Hun ender med at blive smidt ud fra Skjerns og tager til Kristen og Iben for at overnatte de sidste to nætter, inden hun skal videre til et missionsmøde.